# Икин, Коди
Ко́ди И́кин (англ. Cody Eakin; род. 25 мая 1991 года, в Виннипеге, Манитоба, Канада) — канадский профессиональный хоккеист.

## Игровая карьера
До начала профессиональной карьеры, Икин играл важную роль в клубе Западной хоккейной лиги, где он по итогам сезона дважды выбирался во вторую сборную Восточной конференции.
Коди начал сезон 2011–2012 в клубе Американской хоккейной лиги «Херши Беарс», но уже 1 ноября 2011 года он присоединился к основной команде «Вашингтон Кэпиталз». На следующий день Икин дебютировал в НХЛ, получив 13 минут и 19 секунд игрового времени, но не набрав очки, в выездном победном матче (5-4) против «Анахайм Дакс».
Первый свой гол в Национальной хоккейной лиге Коди забил Кэму Уорду 4 ноября 2011 года в матче против «Каролина Харрикейнз».
Во время Драфта НХЛ 2012 22 июня 2012 года он был обменян вместе с правом выбора во втором раунде этого драфта в «Даллас Старз» на Майка Рибейро.
21 июня 2017 года по итогам драфта расширения НХЛ перешёл в новый клуб «Вегас Голден Найтс».
21 февраля 2020 года Коди был обменян в «Виннипег Джетс» на условный выбор в 4-м раунде драфта 2021 года.
10 октября 2020 года Икин, будучи свободным агентом, подписал двухлетний контракт с «Баффало Сейбрз» на общую сумму $ 4,5 млн.

## Статистика
| Легенда | Легенда                    | Легенда | Легенда                   | Легенда | Легенда    |
| ------- | -------------------------- | ------- | ------------------------- | ------- | ---------- |
| И       | Количество проведённых игр | Штр     | Штрафное время            | +/−     | Плюс-минус |
| Г       | Голы                       | П       | Голевые передачи          | О       | Очки       |
| -       | Статистика неизвестна      | —       | Статистика не учитывалась |         |            |

## Награды и достижения
| Достижение                                          | Год     |
| --------------------------------------------------- | ------- |
| WHL: выбран во вторую сборную Восточной Конференции | 2009–10 |
| WHL: выбран во вторую сборную Восточной Конференции | 2010–11 |